# Список мов за групами

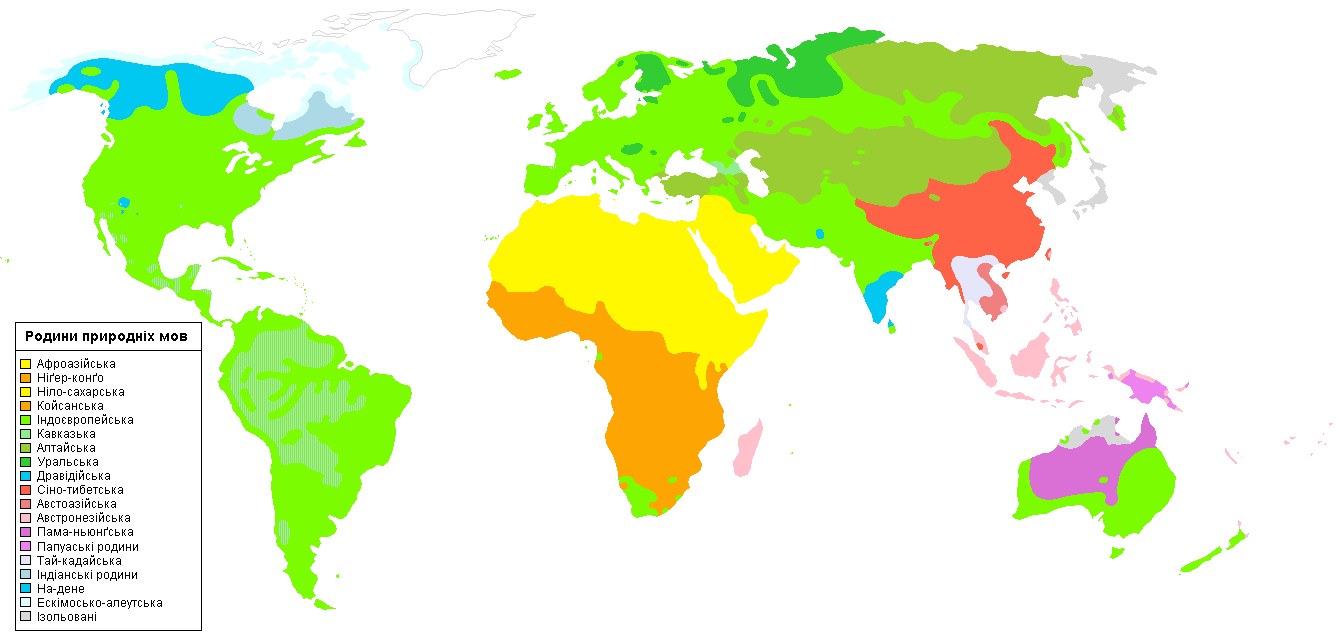
Найбільші мовні родини

Список мов за групами, відповідно до генеалогічної класифікації мов. Групи верхнього рівня (родини) та ізольовані мови розподілені за основними географічними регіонами поширення.

## Мови Європи
У Європі домінує індоєвропейська родина мов, також тут проживає основна частина мовців уральської родини (Угорщина, Фінляндія, Естонія). З-поміж інших великих родин трішки представлені тюркські мови (кілька районів Болгарії, європейська частина Туреччини, український Крим). Решту складають ізольовані або некласифіковані мови. Змішані мови, креольські мови, піджини, жестові мови і штучні мови до списку не внесено.

### Індоєвропейська родина
Індоєвропейські мови поширені як у Європі, так і в Азії.
- Праіндоєвропейська мова (гіпотетична, Азія)

- Албанська мова (Європа)

- † Анатолійські мови (Азія)
  - † Карійська мова
  - † Лідійська мова
  - † Лікійська мова
  - † Лувійська мова
  - † Палайська мова
  - † Хетська мова
  - † Сідетська мова

- Балтійські мови (Європа)
  - Східнобалтійські мови
    - Латиська мова
    - Литовська мова
    - Селонська мова

  - Західнобалтійські мови
    - Пруська мова

- Венетська мова (Європа)

- Вірменська мова (Азія)

- Грецькі мови (Європа)
  - Давньомакедонська мова
  - Грецька група
    - Давньогрецька мова
    - Візантійська мова
    - Грецька мова

- Германські мови
  - Північногерманські
    - данська мова
    - норвезька мова
    - шведська мова
    - ісландська мова
    - фарерська мова

  - Західногерманські
    - англійська мова
    - німецька мова
    - цимбрська
    - люксембурзька мова
    - їдиш
    - голландська мова
    - фламандська мова
    - фризька мова
    - бурська мова (африкаанс)

- Індоарійські
  - Східна підгрупа
    - Ассамська мова
    - Мова бенгалі
    - Мова орія (ур'я)
    - Діалекти біхарі

  - Західна підгрупа
    - Мова маратхі
    - Мова бхілі
    - Мова гуджараті
    - Мова раджастхані
    - Мова сіндгі
    - Мова лахнда (Ленді або західний пенджабі)

  - Санскрит
  - Північно-західна (Дардська) підгрупа
    - Мова Кашмірі
    - Мова Кхо
    - Мова Шина
    - Мова Кохистані

  - Сінгалезька підгрупа
    - Сингальська мова

  - Центральна підгрупа
    - Гінді
    - Урду
    - Непалі (ґуркгі)
    - Центральна група пахарі
    - Гуджурі
    - Мова панджабі

  - Циганська мова

- Іранські
  - Східноіранські
    - Осетинська мова
    - Мова пашто
    - Памірська мова
    - Ягнобська мова
    - Кафірська мова

  - Західноіранські
    - Талиська мова
    - Таджицька мова
    - Белудзька мова
    - Хазарійська мова
    - Перська мова (Фарсі)
    - Лурська мова
    - Бахтіарська мова
    - Курдська мова

- †Італійські мови
  - † Оскійська мова
  - † Умбрійська мова
  - † Фаліскійська мова
  - † Латинська мова
    - † Народна латина

- Кельтські мови
  - † Гальська мова
  - † Кельтиберська мова
  - † Лепонтійська мова
  - Гойдельські мови
    - †Давньоірландська мова
    - Шотландська гельська мова
    - Ірландська мова
    - † Менська мова

  - Бритські мови
    - † Кумбрійська мова
    - Валлійська мова
    - Корнська мова
    - Бретонська мова

- «Палеобалканські мови» (умовна група)
  - † Іллірійська мова
  - † Месапська мова
  - † Пеонійська мова
  - † Фракійська мова
  - † Фригійська мова

- Романські мови
  - іспанська мова
  - сефардська мова (ладино)
  - астурлеонська мова (астурійська, леонська, мірандська, естремадурська)
  - арагонська мова
  - галісійська мова
  - португальська мова
  - каталанська мова
  - окситанська мова, включно з провансальською
  - франко-провансальська мова (арпітанська)
  - французька мова
  - валлонська мова
  - італійська мова
  - лігурійська мова
  - п'ємонтська мова
  - західноломбардська мова
  - східноломбардська мова
  - венеційська мова
  - емільяно-романьйольська мова
  - неаполітанська мова
  - сицилійська мова
  - корсиканська мова
  - сардинська мова
  - романшська мова
  - ладинська мова
  - фріульська мова
  - румунська мова, включно з молдовською
  - арумунська мова
  - істрорумунська мова
  - мегленорумунська мова
  - далматинська мова

- Слов'янські
  - Південнослов'янські
    - † Старослов'янська мова
      - Церковнослов'янська мова (або до східнослов'янської підгрупи)

    - Болгарська мова
    - Македонська мова
    - Сербська мова
    - Хорватська мова
    - Словенська мова

  - Західнослов'янські
    - Польська мова
    - Сілезька мова
    - Кашубська мова
    - Чеська мова
    - Словацька мова
    - Лужицька мова
      - Верхньолужицька мова
      - Нижньолужицька мова

  - Східнослов'янські
    - Російська мова
    - Староруська мова
    - Українська мова
    - Білоруська мова
    - Русинська мова (суперечливо)

- Тохарські мови

### Уральська родина
Уральські мови поширені як у Європі, так і в Азії.
- Фіно-угорські мови
  - Фіно-пермські мови
    - Фінські мови
      - Фінська мова
        - Торнедальська фінська мова
        - Квенська мова

      - Естонська мова
        - Південноестонська мова
          - Вируська мова

      - Карельська мова
        - Ліввіковська мова
        - Людіковська мова

      - Вепська мова
      - Іжорська мова
      - Лівська мова
      - Водська мова

    - Саамські мови
      - Західносаамські мови
        - Південносаамська мова
        - Уме-саамська мова
        - Піте-саамська мова
        - Луле-саамська мова
        - Північносаамська мова

      - Східносаамські мови
        - Інарі-саамська мова
        - † Кемі-саамська мова
        - Скольтська саамська мова
        - † Аккала-саамська мова
        - Кільдинська саамська мова
        - Терська саамська мова

    - Фіно-волзькі мови
      - Марійські мови
        - Марійська мова
        - Гірська марійська мова
        - Лугово-східна марійська мова

      - Мордовські мови
        - Ерзянська мова
        - Мокшанська мова

      - Волзькі мови
        - † Мерянська мова
        - † Мещерська мова
        - † Муромська мова

    - Пермські мови
      - Удмуртська мова
      - Комі мова
        - Комі-зирянська мова
        - Комі-перм'яцька мова

  - Угорські мови
    - Обсько-угорські мови
      - Хантийська мова
      - Мансійська мова

    - Західноугорські мови
      - Угорська мова

- Самодійські мови
  - Північносамодійські мови
    - Ненецька мова
    - Нганасанська мова
    - Енецька мова
    - † Юрацька мова

  - Південносамодійські мови
    - Селькупська мова
    - † Камасинська мова
    - † Маторська мова
    - † Карагаська мова
    - † Койбальська мова
    - † Сойотська мова
    - † Тайгійська мова

### Ізольовані мови Європи
- Баскська мова (Іспанія)
- † Етруська мова (Італія)

### Некласифіковані мови Європи
- † Етеокіпрська мова (Кіпр)
- † Етеокритська мова (Крит)
- † Іберійська мова (Іспанія, Франція)
- † Камункська мова (Італія)
- † Лемноська мова (Греція, о. Лемнос)
- † Лігурська мова (Франція, Італія)
- † Мінойська мова (лінійна А; Кіпр)
- † Північнопікенська мова (Італія)
- † Піктська мова (Велика Британія)
- † Ретська мова (Італія, Швейцарія, Австрія, Словенія)
- † Сіканська мова (Сицилія)
- † Соротаптична мова (Іспанія)
- † Тартесійська мова (Іспанія)
- Канти (жаргони закритих спільнот)
  - † Поларі (Велика Британія)
  - Квінкві (Іспанія)
  - Шотландський кант (Велика Британія)

## Мови Азії
Родини, групи та ізольовані мови, що поширені лише в Азії.

### Андаманські мови
Мови корінного населення Андаманських островів, близько 400 носіїв.
- Великоандаманські мови
  - Північноандаманські мови
    - † Чарьярська мова (ака-карі)
    - † Коранська мова (ака-кора)
    - † Боанська мова (ака-бо)
    - Джеруванська мова (ака-джеру)
    - Новоандаманська мова

  - Центральноандаманські мови
    - † Кеданська мова (ака-кеде)
    - † Кольська мова (ака-кол)
    - † Джувойська мова (око-джувой)
    - † Пучикварська мова (а-пусіквар)
    - † Беаданська мова (ака-беа)
    - † Балванська мова (ака-бале)
- Південноандаманські мови
  - Джаравська мова (джарава)
  - Онґійська мова (онґе)
  - Сентінельська мова (сентінел)

### Картвельські мови
- Грузинська мова
- Мегрельська мова
- Лазська мова
- Сванська мова

### Північнокавказькі мови
- Абхазо-адигські мови
  - Адигейська мова
  - Кабардино-черкеська мова
  - Абхазька мова
  - Абазинська мова
  - † Убихська мова
- Нахсько-дагестанські мови
  - Аварська мова
  - Андійські мови
    - Андійська мова
    - Ахвахська мова
    - Багвалинська мова
    - Ботліхська мова
    - Годоберинська мова
    - Каратинська мова
    - Тиндинська мова
    - Чамалинська мова

  - Цезькі мови
    - Бежтинська мова
    - Гінухська мова
    - Гунзибська мова
    - Хваршинська мова
    - Цезька мова

  - Нахські мови
    - Чеченська мова
    - Інгуська мова
    - Бацбийська мова

  - Лакська мова
  - Даргинська мова
    - Даргинська літературна мова

  - Лезгинська мова
    - † Агванська мова
    - Агульська мова
    - Арчинська мова
    - Будухська мова
    - Кризька мова
    - Лезгинська мова
    - Рутульська мова
    - Табасаранська мова
    - Удінська мова
    - Цахурська мова

  - Хіналузька мова

### Алтайські мови

#### Тюркські мови[2]
- Південно-західні тюркські (огузькі) мови
  - Західно-огузькі мови
    - † Османська мова
    - Турецька мова
    - Огузькі діалекти урумської приазовської мови
    - Південнобережний діалект кримськотатарської мови
    - Гагаузька мова
    - Балкано-гагаузька мова
    - Азербайджанська мова
    - Сельджуцька мова

  - Східно-огузькі мови
    - Туркменська мова
    - Хорасансько-тюркська мова
    - Огузькі говірки узбецької мови

  - Південно-огузькі мови
    - Кашкайська мова
    - Сонкорська мова
    - Афшарська мова

  - † Печенізька мова
  - Саларська мова
  - † Давньоогузька мова
- Аргуйські мови
  - Халадзька мова

- Південно-східні тюркські (карлуцькі) мови
  - Західно-карлуцькі (карлуцько-хорезмійські) мови
    - † Хорезмійська (хорезмійсько-тюркська) мова
    - Узбецька мова

  - Східно-карлуцькі (карлуцько-уйгурські) мови
    - † Чагатайська мова
    - Ілі-тюркська мова
    - Уйгурська мова
    - Айнійська мова
    - Лобнорська мова
    - Хотанська мова

- Північно-західні тюркські (кипчацькі) мови
  - † Давньокипчацька мова
  - Половецько-кипчацькі (понто-каспійські кипчацькі) мови
    - † Половецька (куманська, кипчацько-половецька) мова
    - Кримськотатарська мова
    - Урумська мова
    - Кримчацька мова
    - Караїмська мова мова
    - Карачаєво-балкарська мова
    - Кумицька мова
    - † Вірмено-кипчацька мова
    - † Мамлюцько-кипчацька мова

  - Ногайсько-кипчацькі (арало-каспійські кипчацькі) мови
    - Ногайська мова
    - Алабугатсько-ногайська мова
    - Юртовсько-ногайська мова
    - Астрахансько-ногайська мова
    - Степовий діалект кримськотатарської мови
    - Казахська мова
    - Каракалпацька мова
    - Кипчацько-узбецькі діалекти

  - Поволзько-кипчацькі (уральсько-кипчацькі) мови
    - Татарська мова
    - Башкирська мова
    - Сибірсько-татарська мова

  - Киргизько-кипчацькі мови
    - Киргизька мова
    - Алтайська (південно-алтайська) мова
    - Телеутська мова
- Північно-східні тюркські (уйгурські, сибірські тюркські) мови
  - † Давньотюркська (орхоно-єнісейська) мова
  - Північно-алтайські мови
    - Північноалтайська мова
      - Кумандинський діалект
      - Челканський діалект

    - Тубаларська мова
    - Нижньочулимській діалект
    - Кондомський діалект шорської мови

  - Хакаські (єнісейсько-тюркські, киргизькі) мови
    - Середньочулимський діалект
    - Хакаська мова
    - Мраський діалект шорської мови
    - Фуюйсько-киргизька мова

  - Уйгурські мови
    - Сари-югурська (юйгу, західно-югурська) мова

  - Саянські тюркські мови
    - Тувинська мова
    - Кьок-мончацька мова
    - Ценгельська мова
    - Східнотувинські діалекти
    - Сойотська мова
    - Цаатанська мова
    - Тофаларська мова

  - Північно-сибірські тюркські (якутські) мови
    - Якутська мова
    - Долганська мова

- Огурські (булгарські) мови
  - † Тюрксько-аварська мова
  - † Гунська мова
  - † Булгарська (прото-болгарська) мова
  - † Хозарська мова
  - Чуваська мова

#### Монгольські мови[3]
- † Сяньбійська мова
- Даурські мови
  - † Кіданська мова
  - Даурська мова
- Власне монгольські мови
  - † Середньомонгольська мова
  - † Класична монгольська мова
  - Північно-монгольські мови
    - Монгольська мова
    - Бурятська мова
    - Хамніґанська мова

  - Південно-монгольські мови
    - Ордоська мова

  - Західномонгольські мови
    - Ойратська мова
    - Калмицька мова
- Широнгольські мови
  - Шира-югурська мова
  - Монгорська мова
  - Бонанські мови
    - Баоанська мова
    - Дунсянська мова
    - Канцзянська мова
- Могольська мова

#### Тунгусо-маньчжурські мови[4]
- Північно-тунгуські мови
  - Евенська мова
  - Евенкійські мови
    - Евенкійська мова
    - Солонська мова в Китаї
    - Негідальська мова
    - Орочонська мова в Китаї
- Південно-тунгуські мови
  - Ороцько-удегейські мови (північні за походженням, але зазнали нанайського впливу)
    - Ороцька (орочі) мова
    - Удегейська мова

  - Південно-східні тунгуські (нанайські) мови
    - Нанайська мова
    - Орокська мова
    - Ульцька мова

  - Південно-західні (маньчжурські) мови
    - † Чжурчженська мова
    - Маньчжурська мова
    - Сибінська мова

#### Корейські мови
- Пуйоські мови
  - † Пуйоська мова
  - † Когурьоська мова
  - † Пекчейська мова
- Силланські мови
  - † Давньокорейська мова
  - † Силланська мова
  - Корейська мова
  - Чеджуйська мова

#### Японські (японсько-рюкюські) мови[5]
- Японські мови
  - † Старояпонська мова
  - Японська мова
- Рюкюські мови
  - Північно-рюкюські мови
    - Амамійська (амамі-осіма) мова
    - Куніґамська мова
    - Окінавська мова

  - Південно-рюкюські мови
    - Міякоська мова
    - Яеямська мова
    - Йонаґунська мова

### Дравідійські мови[6]
- Північно-західні дравідійські мови
  - Брагуйська мова (брагуй)
- Північно-східні дравідійські мови
  - Куруська мова (курух, курукх)
  - Пагарійська мова (малто, пагарі)
- Центральнодравідійські мови
  - Олларійська мова (олларі, ґадаба)
  - Дуруванська мова (дурува, парджи)
  - Коламська мова (коламі)
  - Найцька мова (найкі)
- Ґондванські мови
  - Ґондська мова (ґонді)
  - Мадіянська мова (мадія, марья)
  - Мурьянська мова (мурья)
  - Парданська мова (пардан, пардхан, прадан)
  - Конданська мова (конда)
  - Кувійська мова (куві)
  - Куйська мова (куї, канді, кандхі)
  - Коянська мова (коя)
  - Манданська мова (манда)
  - Пенґанська мова (пенґо)
- Південно-східні дравідійські мови
  - Телузька мова (телугу)
  - Ченчуйська мова (ченчу)
- Південно-західні дравідійські мови
  - Тулуванська мова (тулу)
  - Коразька мова (кораґа)
- Південнодравідійські мови
  - Канарезька мова (каннада)
  - Бадазька мова (бадаґа)
  - Кодавська мова (кодава, кодаґу)
  - Курумбанська мова (курумба)
  - Котанська мова (кота)
  - Тоданська мова (тода)
  - Малаяльська мова (малаялам)
  - Тамільська мова

### Кусунда

#### Південноандаманські мови
- Онґанські мови
  - Онґанська мова (онге)
  - Джараванська мова
  - † Джангільська мова
- Сентінельська мова (некласифікована)

### Австронезійські мови[7]
індонезійська, яванська, малайська, філіппінська, малагасійська, гавайська та багато інших
- Атаяльські мови: атаяльська мова (атаял), седецька мова (седек, тароко)
- Бунунська мова (бунун)
- Східно-формозанські мови
  - Північні (каваланські) мови: каваланська мова (кавалан), кетаґаланська мова (кетаґалан), † басайська мова (басай)
  - Центральні (аміські) мови: аміська мова (аміс), натаоранська мова (натаоран)
  - Південно-західні (сираянські) мови: † сирайська мова (сірая)
- Північно-західні формозанські мови: пазеська мова (пазех), сайсіятська мова (сайсіят)
- Пайванська мова (пайван)
- Пуюманська мова (пуюма)
- Рукайська мова (рукай)
- Цоуські мови: цоуська мова (цоу), саароанська мова (саароа), канаканабська мова (канаканабу)
- Західних рівнин мови
  - Центрально-західних рівнин мови: папорська мова (папора), хоаньянська мова (хоанья), бабузька мова (бабуза), таокаська мова (таокас)
  - Таойська мова (таой, тхаой)
- Малайсько-полінезійські мови
  - Борнео-філіппінські мови (інакше зовнішні західно-малайсько-полінезійські мови)
    - Батанські мови на островах Бабуян, Батанес і Ланьюй між Філіппінами і Тайванем: ямійська мова (ямі), ібатанська мова (ітбаят, ібатан, бабуянська), іватанська мова (іватан, батанська)
    - Філіппінські мови
      - Північнолусонські мови
        - Ілоканська мова (ілоко)
        - Північнокордильєрські мови: існазька мова (існаґ), ібаназька мова (ібанаґ), аттанська мова (атта), ітавіська мова (ітавіс, ітавіт), йогадська мова (йоґад), ґадданська мова (ґадданг, каґаян), каґаянсько-агтанська мова, ґаданзька мова (ґаданг)
        - Мезо-кордильєрські мови: північноалтанська мова (едімала), південноалтанська мова (кабулуван), ісінайська мова (ісінай), ітнезька мова (ітнеґ), калінґанська мова (кілінґа), іфуґавська мова (іфуґао), балангавська мова (балангао), бонтоцька мова (бонток), канканаейська мова (канканаей), ілонгоцька мова (ілонгот), пангасінанська мова, ібалойська мова (ібалой), каравська мова (карао), івацька мова (івак), калаганська мова (калангуя, каллаган)
        - Артанська мова (арта)

      - Центральнолусонські мови
        - Капампанганська мова (пампанго)
        - Самбальські мови: абенленська мова (абеллен, абенлен), амбальська мова (амбала), болінавська мова (болінао), ботоланська мова (ботолан), маґанційська мова (анці, анчі, маґ-анці), маґіндійська мова (інді, маґ-інді), марівеленська мова (марівеленьо, батаан, магбукун), самбальська мова (самбал, самабалі, тіна)
        - Синаунська мова (синауна, ремонтадо)

      - Північноміндорські мови: аланганська мова (аланган), іраянська мова (ірая), тадьяванська мова (тадьяван)
      - Південноміндорські мови: бугідзька мова (бугід, бухід), таубуїдзька мова (таубуїд), гануноанська мова (гануноо, хануноо)
      - Центральнофіліппінські мови
        - Таґальські мови: таґальська мова (таґалог), філіппінська мова (філіпіно, піліпіно)
        - Бікольські мови: бікольська мова (центрально-бікольська, бікол), ісарозька мова (інагта-партідо, ісароґ-аґта), вірацька мова (вірак-бікол, південнокатандуанська), панданська мова (пандан-бікол, північнокатандуанська), рінконадська мова (рінконада-бікол), гірська рінконадська мова (інагта-рінконада, гірська іріґа-аґта), албаянська мова (албай-бікол, албаянон)
        - Вісайські мови
          - Бантонська мова (бантоанон, асі)
          - Західновісайські мови: куйонська мова (куйонон), калуянська мова (калуянон), акланська мова (акланон), караянська мова (кінарайська, карай-а), інонганська мова (інонган, онган)
          - Бісокольські мови: масбатенська мова (масбатеньо), сорсоґонська мова (сорсоґанон, сорсоґон-бікол)
          - Центральновісайські мови: ромблонська мова (ромбломанон), гіліґаянська мова (хіліґайнон, гіліґайнон, ілонґо), бантаянська мова (бантаянон), капіська мова (капіснон), пороганська мова (пороганон), панайська атійська мова (аті, інаті, панай-аті), варайська мова (варай-варай, вінарайська, самар-лейте), байбайська мова (байбаянон), кабальянська мова (кабальян, кабальянон, кінабальян)
          - Себуанська мова (себуано)
          - Південновісайські мови: суріґаоська мова (суріґаонон), бутуанська мова (бутуанон), таусузька мова (таусуґ)

        - Мансаканські мови: дававенська мова (дававеньо, даваоеньо), камайська мова (камайо, кінамайо), калаґанська мова (калаґан), мансаканська мова (мансака), мандаянська мова (мандая)
        - Маманванська мова (маманва)

      - Палаванські мови: палаванська мова (палавано), аборлан-таґбанванська мова (аборлан-таґбанва), палаванська батацька мова (батак, палаван-батак)
      - Мінданавські мови
        - Данавські мови: маґінданавська мова (маґінданао, маґінданаон), маранавська мова (маранао, маранаоан), іранунська мова (іранун, іранон, ілланун)
        - Манобські мови: бінукідська мова (бінукід, букід, букіднон), каґаянська мова (каґаянен), гіґоанська мова (гіґаонон), кінаміґінська мова (кінаміґін, каміґін), західнобукіднонська мова (західний букіднон), ільяненська мова (ільянен), асуґанська мова (асуґан), дібабавонська мова (дібабавон), раджа-кабунгсуанська мова (раджа-кабунгсуан), манобо-атанська мова (ата-манобо), матіґсалузька мова (матіґсалуґ, матіґ-салуґ-манобо), обоанська мова (обо), таґабавська мова (таґабава), саранганійська мова (сарангані), котабатоанська мова (котабато-манобо)
        - субанонська мова (субанон, субанен, субанун)

      - Ґоронтало-монгондовські мови
        - Ґоронтальські мови: боланганська мова (боланго), буольська мова (буол), бінтаунська мова (бінтаун), ґоронтальська мова (ґоронтало, гулонтало), кайдіпанзька мова (кайдіпанг), лолацька мова (лолак), суваванська мова (сувава)
        - Монгондовські мови: монгондовська мова (монгондоу, болаанг-монгондоу), поносаканська мова (поносакан)

      - Каламіанські мови: таґбанванська мова (каламіан таґбанва), аґутайненська мова (аґутайнен)
      - Південномінданавські мови: баґобська мова (баґобо, ґіанґан), блаанська мова (блаан), таґабільська мова (тболі, таґабілі), тірурайська мова (тірурай)
      - Сангірські мови: талаудзька мова (талауд), сангірська мова, бантіцька мова (бантік), ратаганська мова (ратаган)
      - Мінахаські мови: тонсаванзька мова (тонсаванг, томбату), тонтембоанська мова (тонтембоан), тонданська мова (тондано), томбульська мова (томбулу), тонсеанська мова (тонсеа)
      - Некласифіковані філіппінські мови: умірайська мова (умірай-думаґет, умірай-аґта), маніданська мова (маніде), алабацька мова (інагта-алабат)

    - Борнеанські (калімантанські) мови
      - Північно-борнеанські мови
        - Північно-східні сабаганські мови:
          - Бангайські мови: банґайська мова (банґі, бонґі), молбозька мова (молбоґ)
          - Ідаанська мова (ідаан)

        - Південно-західні сабаганські мови
          - Дусун-бісайські мови
            - Бісая-лотудські мови: сабаганська бісайська мова (татана, північно-бісайська), брунейська бісайська мова (південно-бісайська), лотудська мова (лотуд)
            - Дусунські мови: кадазанська мова (кадазан-дусун, центральна дусунська), куйджавська мова (куйджав), папарська мова (папар), східно-кадазанська мова (лабук-кінабатанган), кота-марунду-талантанзька мова (кота-марунду-талантанг), момоґунська мова (момоґун), кліас-кадазанська мова (кліас-кадазан), прибережна кадазанська мова (кадазан-тангаа)

          - Думпаська мова (думпас)
          - Пайтанські мови: яканська мова (якан), томбонувська мова (томбонуво), кінабатанганська мова (кінабатанган), абай-сунгайська мова (абай-сунгай), серудунзька мова (серудунг)
          - Мурутські мови
            - Північно-мурутські мови: тімуґон-мурутська мова (тімуґон, тімуґон-мурут), таґол-мурутська мова (таґол, таґол-мурут), кенінгау-мурутська мова (кенінгау-мурут, центрально-мурутська), боокан-мурутська мова (боокан-мурут), палуанська мова (палуан), бурусуанська мова (бурусу), нонукан-тідонзька мова (нонукан-тідонг, південно-тідонг), сесаяп-тідонзька (сесаяп-тідонг, північно-тідонзька)
            - Східно-мурутські мови: селунгай-мурутська мова (селунгай-мурут), сембакунг-мурутська мова (сембакунг-мурут), околодська мова (околод, колод), калабакан-мурутська мова (калабакан-мурут)
            - Лунбаванзька мова (лун-баванг, лундаєг)

        - Північно-сараваканські мови
          - Кеньязькі мови: кеньязька мова (кеньяг, бакунг), себобська мова (себоб), тутозька мова (тутог), вагау-кеньязька мова (вагау-кеньяг), ума-ласанська мова (ума-ласан, ума-лунг, західний кеньяг)
          - Пунан-нібонзька мова (пенан-нібонг, пенан, пунан-нібонг)
          - Пунан-тубуйська мова (пунан-тубу)
          - Келабітські (апо-дуатські) мови: келабітська мова (келабіт), ленгілуанська мова (ленгілу), сабанська мова (сабан), трінзька мова (трінг)
          - Бераванська мова (бераван)
          - Південнобарамські мови: белайтська мова (белайт, леметінг), кіпутська мова (кіпут), лелацька мова (лелак), нарумська мова (наром, нарум), тутонзька мова (тутонг)
          - Бінтулуанська мова (бінтулу)

        - Меланау-каджанзькі мови
          - Каджанзькі мови: каджаманська мова (каджаман, каяман), лагананська мова (лаганан, ланун), секапанська мова (секапан)
          - Меланавські мови: даро-матуанська мова (даро-мату), меланавська мова (меланау), кановітська мова (кановіт, кановіт-танджонг), серуанська мова (серу)
          - Зовнішні центральносаравацькі мови: букітанська мова (букітан), пунан-батуйська мова (пунан-бату), сіанська мова (сіан), укітська мова (укіт), букатська мова (букат)
          - Реджанг-саджавські мови: басапська мова (басап), баг-біау-пунанська мова (баг-біау-пунан), саджавська мова (саджау, саджау-басап)

      - Каян-муріцькі мови
        - Каянські мови: багавська мова (багау), каянська мова (каян)
        - Моданзькі мови: моданзька мова (моданг), сеґайська мова (сеґай, пунан-келай)
        - Пунан-каянські мови: говонганська мова (говонган, пунан-бунган), аогензька мова (аогенг, пенігінг), апутська мова (апут, пунан-апут), пунан-меразька мова (пунан-мераг), кереганська мова (керего, керего-угенг, кріо-даяк)
        - Муріцька мова (мурік, мурік-каян)

      - Суходольно-даяцькі мови
        - Бекатійські мови: бекатійська мова (бекаті), сара-бекатійська мова (сара, сара-бекаті), лара-бекатійська мова (лара, лара-бекаті)
        - Бідаюзькі мови: букар-садонзька мова (букар-садонг), бьятазька мова (бьятаг), трінґуська мова (трінґус), джаґойська мова (джаґой)
        - Південні суходольно-даяцькі мови: джангканзька мова (джангканг), кембаянська мова (кембаян), семанданзька мова (семанданг), рібунська мова (рібун)
        - Беньядуанська мова (ньяду, беньяду)
        - Санґавська мова (санґау)

      - Баріто-даяцькі мови
        - Східнобарітоські мови
          - Північні східнобарітоські мови: лаванганська мова (лаванган), тавоянська мова (тавоян)
          - Центральні східнобарітоські мови: деяська мова (деяг, дусун-деяг)
          - Південні східнобарітоські мови: маланзька мова (маланг, дусун-маланг), вітуанська мова (віту, дусун-віту), мааньянська мова (мааньян), пакуанська мова (паку)
          - Малагасійські мови: малагасійська мова, бушийська мова (буши)

        - Західнобарітоські мови
          - Північні західнобарітоські мови: когінська мова (когін, серуян), догойська мова (догой, от-данум), сіанзька мова (сіанг)
          - Південні західнобарітоські мови: бакумпайська мова (бакумпай), нгаджуанська мова (нгаджу)

        - Магакамські мови: ампананзька мова (ампананг), тунджунзька мова (тунджунг)
        - Сама-баджавські мови: саманська мова (сама, сінама), пангутаран-саманська мова (пангутаран-сама), баджавська мова (баджав), абакнонська мова (абакнон, інабакнон)

  - Реджанзькі мови на південному заході острова Суматра
    - Реджанзька мова (реджанг)
    - Насальська мова (насал)

  - Ядерні малайсько-полінезійські мови
    - Зондсько-сулавесійські мови (інакше внутрішні західно-малайсько-полінезійські мови)
      - Малайсько-сумбаванські мови
        - Чамсько-ачеські мови
          - Ачеська мова
          - Прибережні чамські мови: чамська мова, гаройська мова (гарой)
          - Гірські чамські мови: радська мова (раде, еде), джарайська мова (джарай, зярай), тьруйська мова (тьру, чру), раглайська мова (роглай), цатська мова (цат, уцат)

        - Малайські мови
          - Малайські мови: малайська мова, малайзійська мова, індонезійська мова, бетаві-малайська мова, бенкулу-малайська мова, каурська мова (каур), джамбі-малайська мова, лубуанська мова (лубу), кубуанська мова (кубу), керінчійська мова, мусійська мова (мусі, палембанзька малайська), кольська мова (кол, лембак), аджийська мова (аджи), оранглаутська мова (лончон, секак), банка-малайська мова, кедаганська мова (кедаг-малайська), перак-малайська мова, явійська мова (яві, келантан-паттанійська малайська), теренґану-малайська мова, паганг-малайська мова, банджарська мова, саравацька малайська мова, брунейська малайська мова (кедаянська), сабаська малайська мова, кутейська малайська мова, берау-малайська мова, макасарська малайська мова, манадо-малайська мова, північно-молуцька малайська мова (тернате-малайська), кокоська малайська мова
          - Пара-малайські мови: мінангкабавська мова (мінангкабау), пекальська мова (пекал), неґері-сембіланська малайська мова, дуанська мова (дуано)
          - Аборигенні малайські мови: джакунська мова, селетарська мова (оранг-селетар), канацька мова (оранг-канак), темуанська мова
          - Урак-лавойська мова
          - Малайсько-даяцькі мови: кендаянська мова (кендаян, селако), кенінджальська мова, бамаянська мова (бамайо)
          - Ібанські мови: ібанська мова, балауанська мова (балау), ремунська мова (ремун, мілікін), муаланзька мова, себеруанзька мова, себуявська мова (себуяу)

        - Балі-сасацькі мови: балійська мова, сасацька мова, сумбаванська мова
        - Мадурські мови: мадурська мова
        - Зондські мови: сунданська мова

      - Північно-західні суматранські мови
        - Ґайоанська мова (ґайо)
        - Північнобатацькі мови: дайрійська мова (дайрі, пакпак), каро-батацька мова (каро)
        - Південнобатацькі мови: сималунгунська мова (сималунгун), анакольська мова (ангкола, анакола), мандайлінзька мова (мандайлінг), тоба-батацька мова (тоба)
        - Північні острівні мови: ніаська мова (ніас), сикульська мова (сикуле), сималурська мова (симелуе)
        - Ментавайська мова (ментавай)

      - Енґанська мова (енґано)
      - Лампунзькі мови: лампунзька мова (лампунг), комерінзька мова (комерінг)
      - Целебеські (сулавесійські) мови
        - Каїлі-памонські мови
          - Каїлійські мови: каїлійська мова (каїлі), ледо-каїлійська мова (ледо-каїлі), моманська мова (мома), топоіянська мова (топоійо), седоанська мова (седоа)
          - Памонські мови: памонська мова (памона), томбелальська мова (мбелала, томбелала)
          - Рампійська мова (рампі)
          - Уманська мова (ума, піпікоро)
          - Сарудуанська мова (саруду)
          - Бадайські мови: бадайська мова (бада)

        - Томіні-толітолійські мови
          - Толітолійські мови: тотольська мова (тотолі, толітолі), боланська мова (боано, болано)
          - Північнотомінійські мови: томінійська мова (томіні, тіало), лауджанська мова (лаудже, ампібабо), дондоанська мова (дондо)
          - Південнотомінійські мови: балесанзька мова (балесанг), пендавська мова (пендау, умаласа), дампеланська мова (дампелас, дампал), петапанська мова (тадже, петапа), касимбарська мова (таджио, касимбар)

        - Воту-воліоські мови
          - Калаоанські мови: калаоанська мова (калао), лайольська мова (лайоло)
          - Воліо-камаруанські мови: воліоанська мова (воліо, бутон), камаруанська мова (камару)
          - Вотуанська мова (воту)

        - Салуансько-банґайські мови
          - Банґайські мови: банґайська мова (банґай), балантацька мова (балантак)
          - Салуанські мови: андіанська мова (андіо, масама), бобонгканська мова (бобонгко), салуанська мова (салуан, лойнанг), батуйська мова (батуй)

        - Бунгку-толацькі мови
          - Мороненська мова (моронене)
          - Бунгкуанські мови: бунгкуанська мова (бунгку), багонсуайська мова (багонсуай), кулісусуанська мова (кулісусу), вавонійська мова (вавонії), морі-бавазька мова (морі-баваг, нижня морі, східна морі)
          - Внутрішні мови: морі-атаська мова (морі-атас, верхня морі, західна морі), падойська мова (падое), томадинська мова (томадино)
          - Толацькі мови: толакінезька мова (толакі), рагамбуанська мова (рагамбуу), кодеоганська мова (кодеога), варуанська мова (вару)

        - Муна-бутонські мови
          - Бутонські мови: лісалімуанська мова (лісаліму), кумбеваганська мова (кумбевага), бутонська мова (чіа-чіа, південнобутонська)
          - Мунанські мови: бусоанська мова (бусоа), каїмбулаванська мова (каїмбулава), льябуканська мова (льябуку), мунанська мова (муна), панчананська мова (панчана)
          - Тукангбесі-бонерацькі мови: тукангбесійська мова (туканг-бесі), бонерацька мова (бонерате)
          - † Гукумінська мова (гукуміна)

      - Південносулавесійські мови
        - Бугійські мови
          - Бугінезійські мови: бугійська мова (бугінезійська), чампалаґіанська мова (чампалаґіан)
          - Таманійські мови: мбалоська мова (мбало, ембалог), таманійська мова (таман, таман-даяк)

        - Макасарські мови: бентонзька мова (бентонг), конджоанська мова (конджо), макасарська мова, селаярська мова (селаяр, селаренезійська)
        - Секоанські мови: будонзька мова (будонг-будонг), панасуанська мова (панасуан), секоанська мова (секо)
        - Лемоланзька мова (лемоланг)
        - Північні південносулавесійські мови
          - Мамуджанська мова (мамуджу)
          - Мандарська мова (мандар)
          - Масенремпуланські мови: малімпунзька мова (малімпунг), майванська мова (майва, масенремпулу), дурійська мова (дурі), енреканзька мова (енреканг)
          - Піту-улуна-салуанські мови: аралле-табулаганська мова (аралле-табулаган), дакканська мова (дакка), паннейська мова (панней), бамбамська мова (бамбам), улуманданська мова (улуманда), мамасанська мова (мамаса)
          - Тораджа-саданські мови: калумпанзька мова (калумпанг), таеанська мова (тае), тораджа-саданська мова (тораджа-садан, садан, південна тораджа), талондоанська мова (талондо)

      - Мокенські мови: мокенська мова (мокен, моклен)
      - Яванські мови: яванська мова, † кавійська мова (каві), осінзька мова (осінг)
      - Західно-тихоокеанські мови
        - Палауська мова (палау)
        - Чаморська мова (чаморро)

    - Центрально-східні малайсько-полінезійські мови
      - Центрально-малайсько-полінезійські мови
        - Сумба-флореські мови
          - Біманська мова (біма)
          - Сумбанські мови: західносумбанська мова (веєва), кодійська мова (коді), ламбоянська мова (ламбоя), ванукацька мова (ванукака), анакаланзька мова (анакалангу), мамборуанська мова (мамбору), камберанська мова (камбера, східносумбанська), савунезька мова (саву, гаву), ндаонезька мова (ндао, дао, дхао)
          - Енде-манґарайські мови: манґарайська мова (манґараї), ваеранська мова (вае-рана), кепоцька мова (кепо), рембонзька мова (рембонг), раджонзька мова (раджонг), ріунзька мова (ріунг), нгаданська мова (нгада), соанська мова (соа), ронґанська мова (ронґа), ліоанська мова (ліо, енде-ліо), кеоанська мова (кео), палукеанська мова (палуе, палуке)

        - Флорес-лембатські мови
          - Кеданзька мова (кеданг)
          - Сіканезька мова (сіка)
          - Солорські мови: ламатуцька мова (ламатука), ломаголотська мова (ломаголот, солор), алорська мова (алор), ламалерська мова (ламалер), левотобійська мова (левотобі), адонарська мова (адонара), іле-апійська мова (іле-апе), західнолембацька мова (західна лембата, мінгар), лево-елензька мова (лево-еленг), левуканська мова (левука), південнолебацька мова (південна лембата)

        - Селаруанські мови
          - Селаруанська мова (селару)
          - Селувасанська мова (селуваса)

        - Кей-танімбарські мови
          - Кей-фордатанські мови: кейська мова (кей), фордатанська мова (фордата)
          - Ямдена-онінські мови: ямденська мова (ямдена), онінська мова (онін), секарська мова (секар), уруангніринська мова (уруангнірин)

        - Південнобомберайські мови: ковіайська мова (ковіай)
        - Теор-курські мови: теорська мова (теор), курська мова (кур)
        - Аруанські мови: баракайська мова (баракай), батулейська мова (батулей), добельська мова (добел, коброор), карейська мова (карей), кобанська мова (коба), коланська мова (кола), лоланська мова (лола), лоранганська мова (лоранг), манамбайська мова (маномбай), марірійська мова (марірі), східнотаранганська мова (таранган), західнотаранганська мова (таранган), уджирська мова (уджир)
        - Центрально-малуцькі мови
          - Амбелавська мова (амбелау)
          - Буруанські мови: буруанська мова (буру, бурунезійська), лісельська мова (лісела)
          - Суланські мови: суланська мова (сула), мангольська мова (манголе)
          - Тальябська мова (тальябо)
          - Банданська мова (банда)
          - Нанусацькі мови
            - Каєльська мова (каєлі)
            - Патакай-манусельські мови: нуаулуанська мова (нуаулу), гуаулуанська мова (гуаулу), манусельська мова (манусела)
            - Вемальська мова (вемале)
            - Амалумутанські мови: ялагатанська мова (ялагатан, амаійя), гулунзька мова (гулунг), салеманська мова (салеман), лоунська мова (лоун), алунська мова (алуне), накаельська мова (накаела), лісабата-нуньяльська мова (лісабата-нуньялі)
            - Пірубейські мови: асілулуйська мова (асілулу), лугуанська мова (лугу, піру), маніпанська мова (маніпа), вакасігуанська мова (вакасігу, ларіке-вакасігу), боананська мова (боано), сепанська мова (сепа, сепа-телуті), паулозька мова (паулогі, солегуа), калібобанська мова (калібобо), гітуанська мова (гіту), тулезька мова (тулегу), лаганська мова (лага), сейт-кайтетуйська мова (сейт-кайтету, гіла-кайтету), камаріанська мова (камаріан), гаруканська мова (гаруку), амагайська мова (амагай), нусалаутська мова (нуса-лаут), сапаруанська мова (сапаруа), латуанська мова (лату)

          - Східносерамські мови
            - Бобот-масіванські мови: боботська мова (бобот), масіванзька мова (масіванг)
            - Сетійські мови: готійська мова (готі), бенґойська мова (бенґой), саласька мова (салас), ліана-сетійська мова (ліана, ліана-сеті)

          - Ґесерські мови: батійська мова (баті), ґесерська мова (ґесер), ватубельська мова (ватубела)

        - Тиморсько-бабарські мови
          - Західнотиморські мови: уаб-метанська мова (уаб-мето, атоні), амарасійська мова (амарасі), гелонзька мова (гелонг), білбанська мова (білба), денгканська мова (денгка), лоланська мова (лоле, баа), рінґовська мова (рінґоу), дела-оенальська мова (дела-ое-нале), термануйська мова (терману), тійська мова (тій, тії)
          - Рамелайські мови: кемацька мова (кемак, ема), тукудедська мова (тукудеде, токодеде), мамбайська мова (мамбай), ідалацька мова (ідалака)
          - Тетумські мови: тетумська мова (тетум, тетун), бекайська мова (бекайс)
          - Ваймоанські мови: ваймоанська мова (ваймоа), науетійська мова (науеті)
          - Ветар-ґалолійські мови: ветарська мова (ветар), ґалолійська мова (ґалолі, ґалолен)
          - Луанг-кісарські мови: кісарська мова (кісар), романзька мова (романг, рома), летійська мова (леті), луанзька мова (луанг), макуванська мова (макува)
          - Східнодамарська мова
          - Теун-ніла-серуанські мови: теунська мова (теун), ніланська мова (ніла), серуанська мова (серуа)
          - Західнодамарська мова (північнодамарська)
          - Південнобабарські мови: емплаваська мова (емплавас), телаанська мова (телаа, тела-масбуар), імроїнзька мова (імроїнг), південно-східна бабарська мова, серілійська мова (серілі), масельська мова (масела, марсела)
          - Північнобабарські мови: північнобабарська мова, дайська мова (дай), давера-давелоорська мова (давера-давелоор)

      - Гальмагеро-чендравасизькі (південнохальмахерські й західноновогвінейські) мови
        - Гальмагерські мови
          - Південнохальмахерські мови
            - Ґане-макіанські мови: ґанеанська мова (ґане), табанська мова (східно-макіанська, таба)
            - Буліанські мови: буліанська мова (булі), мабанська мова (маба), патанійська мова (патані), савайська мова (саваї, веда)
            - Ґебеанська мова (ґебе, міньяйфуйн)

          - Раджа-ампатські мови
            - Амбел-біґанські мови: вайґеанська мова (вайґео, амбел), біґанська мова (біґа)
            - Аська мова (ас)
            - Маденська мова (маден)
            - Мая-матбацькі мови: матбацька мова (матбат), маянська мова (мая)

        - Чендравасизькі мови
          - Біацькі мови: біацька мова (біак), дуснерська мова (дуснер), меосварська мова (меосвар)
          - Япенські мови
            - Східнояпенські мови: куруданська мова (куруду), вабоанська мова (вабо)
            - Центрально-західні япенські мови: амбайська мова (амбай), ансуська мова (ансус), бусамійська мова (бусамі), мунґуйська мова (мунґуй), маравська мова (марау), помська мова (пом), папуманська мова (папума), ронська мова (рон), серуйська мова (серуй-лаут, аруй), вандаменська мова (вандамен), войська мова (вой)

          - Яурська мова (яур)
          - Іресимська мова (єресиам, іресим)
          - Єретуарська мова (єретуар, ґоні)

        - Іраруту-набійські мови: іраруцька мова (іраруту, ірагуту, касіра), курійська мова (курі, набі)
        - Бомберайські мови: арґунійська мова (арґуні), бедоанаська мова (бедоанас), ерокванаська мова (ерокванас)
        - Морська мова (мор)
        - Тандіанська мова (тандіа)
        - Варопенська мова (варопен)

      - Океанійські мови
        - Адміралтейські мови
          - Західноадміралтейські мови: † каньєтська мова (каньєт), сейматська мова (сеймат), вувулу-ауанська мова
          - Східноадміралтейські мови
            - Західномануські мови: ньїндроуська мова (ньїндроу), сорі-гаренганська мова (сорі-гаренган), † герміцька мова (герміт), біпійська мова (біпі), мондрополонська мова (мондрополон), тулу-богуайська мова (толу-богуай), хегецька мова (хегек), лікумська мова (лікум)
            - Середньомануські мови: лоніуйська мова (лоніу), мокеранзька мова (мокеранг), пак-тонзька мова (пак-тонг)
            - Східномануські мови: андра-гуська мова (андра-гус), елуйська мова (елу), лейпонська мова (лейпон), папіталайська мова (папіталай), понамська мова (понам), ерейська мова (ере), келейська мова (келе, ґеле), куртійська мова (курті), короанська мова (коро), лелейська мова (леле), налійська мова (налі), титанська мова (тітан, манус)
            - Південно-східні адміралтейські мови: балуан-памська мова (балуан-пам), ленкавська мова (ленкау), лоуанська мова (лоу), наунаська мова (науна), пенчалська мова (пенчал)

        - Япські мови: япська мова, нгулуванська мова
        - Сентматіаські мови: мусау-еміравська мова (муссау-еміра), тенцька мова (теніс, тенч)
        - Західноокеанійські мови
          - Сармі-джаяпурські мови
            - Сармійські мови: собейська мова (собей), бонґанська мова (бонґо, армопа), тарпіянська мова (тарпія), корурська мова (корур, анус), лікійська мова (лікі, моар), масімасійська мова (масімасі), поденська мова (подена), каптіавська мова (каптіау). вакдейська мова (вакде, мо), ямнанська мова (ямна, сунум)
            - Джаяпурські мови: каюпулавська мова (каюпулау), ормуанська мова (орму), тобатійська мова (тобаті, йотафа)

          - Північноновогвінейські мови
            - Схаутенські мови
              - Сиауанські мови: аропська мова (ароп, ароп-сісано), серанська мова (сера), сісанська мова (сісано), улау-суайнська мова (улау-суайн), тумлеанська мова (тумлео), якамульська мова (якамул, кап, алі), малольська мова (малол)
              - Кайрируанські мови: каєпська мова (каєп), кайрируанська мова (кариру), теребуйська мова (теребу)
              - Манамські мови: бьємська мова (бьєм, бам), кіська мова (кіс), манамська мова (манам), медебурська мова (медебур), сепанська мова (сепа), воґеанська мова (воґео)

            - Гуонські мови
              - Північногуонські мови: ябемська мова (ябем), букавська мова (букава), келанська мова (кела)
              - Мархамські мови: лабуанська мова (лабу, гапа), арібваунзька мова (арібваунг, ялу), мусомська мова (мусом), нафійська мова (нафі, сірак), дуветська мова (дувет, ґувот, ваїн), вампарська мова (вампар), ватутська мова (ватут), адзерська мова (адзера, ацера), марійська мова (марі, гоп), вампурська мова (вампур)
              - Південногуонські мови: івальська мова (івал, кайва), готейська мова (готе, мале), мапоська мова (мапос-буанг), манґанська мова (манґа-буанг), пьюська мова (пью), капінська мова (капін), вегеська мова (вегес), мумензька мова (муменг)

            - Нгеро-вітіазькі мови
              - Нгероанські мови: баріайська мова (баріай), ковейська мова (кове), лусійська мова (лусі), малаламайська мова (малаламай, бонга), ґітуанська мова (ґітуа), мутуйська мова (муту, муту-туам)
              - Бельські мови: авад-бінзька мова (авад-бінг, біліау), міндірська мова (міндірі), вабська мова (ваб), маріцька мова (марік, гам), ґедаґедська мова (ґедаґед), білібільська мова (білібіл, біл-біл), такіанська мова (такіа), матукарська мова (матукар)
              - Південно-західні новобританські мови: ламоґайська мова (ламоґай), моук-арійська мова (моук-арія), айґонська мова (айґон), міуйська мова (міу), каулонзька мова (каулонг, пасісмануа), карорська мова (кароре), сенсензька мова (сенсенг), аколецька мова (аколет), ававська мова (авау), бебелійська мова (бебелі), лесінг-ґелімська мова (лесінг-ґелімі, аміо-атуй), солонзька мова (солонг, араве), західно-аравська мова, мансензька мова (мансенг)
              - Менгенські мови: лотейська мова (лоте), мамусійська мова (мамусі), менгенська мова (менген, поенг)
              - Іднейська мова (ідне, малеу-кіленге)
              - Корапські мови: ароп-лукепська мова (ароп-лукеп), карнайська мова (карнай). маласанзька мова (маласанга, пано), мур-панська мова (мур-пано, пано)
              - Мбуланська мова (мбула)
              - Ронджи-ненаянські мови: матоанська мова (мато), ронджийська мова (ронджи)
              - Сіанська мова (сіо)
              - Тамійська мова (тамі)
              - Амаранська мова (амара)

          - Мезомеланезійські мови
            - Вільомезькі мови: боланська мова (бола, бакові), булуанська мова (булу), мерамеранська мова (мерамера), наканайська мова (наканай)
            - Балі-вітуанські мови: унеапанська мова (унеапа, балі), вітуанська мова (віту, мудуапа)
            - Новоірландсько-північносоломонські мови
              - Тунгазько-наліцькі мови: тіґацька мова (тіґак, омо), тунгазька мова (тунгаґ, лавонгай), наліцька мова (налік), каранська мова (кара, лемусмус, лемакот), тіанзька мова (тіанг, джаул)
              - Табарські мови: мандарська мова (мандара, табар), лігірська мова (лігір), ноційська мова (ноці)
              - Мадацькі мови: бароцька мова (барок), лаватбура-ламусонзька мова (лаватбура-ламусонг), мадацька мова (мадак)
              - Томоїпська мова (томоїп)
              - Сент-джорджийські мови: танґанська мова (танґа), сурсурунганська мова (сурсурунга), кономаланська мова (кономала), патпатарська мова (патпатар, ґелік), лунгалунганська мова (лунгалунга, мініґір), толайська мова (толай, куануа), ґурамалумська мова (ґурамалум), лабельська мова (лабел), білурська мова (білур, мініґір), кандаська мова (кандас), рамуайнанська мова (рамуаайна), сіарська мова (сіар, лак)
              - Північно-західно-соломонські мови
                - Неган-бугенвільські мови: неганська мова (неган, ніссан), нагонська мова (нагон), сапосанська мова (сапоса), теопська мова (теоп), тінпуцька мова (тінпутц), галіянська мова (галія), гакойська мова (гако), петацька мова (петац), папапанська мова (папапана), солоська мова (солос)
                - Піва-баннонські мови: лавунуйська мова (лавунуя, піва), баннонська мова (банноні, цунарі)
                - Моно-уруаванські мови: моно-алуанська мова (моно-алу), торавська мова (торау), уруавська мова (уруава)
                - Шуазельські мови: бабатанська мова (бабатана), рірійська мова (ріріо), вагуанська мова (вагуа, тавула), варісійська мова (варісі)
                - Ньюджорджийські мови: симбанська мова (симбо), ровіанська мова (ровіана), кусазька мова (кусаге), марованська мова (марово), гоаванська мова (гоава), вангунська мова (вангуну), дуканська мова (дуке), ганонзька мова (ганонґа), лунґанська мова (лунґа), угельська мова (угеле), казукурська мова (казукуру)
                - Ісабельські мови: забанська мова (забана), † лагуйська мова (лагу), кокотська мова (кокота), зазавська мова (зазао), блабланзька мова (блабланга), ґаоська мова (ґао), чеке-гольська мова (чеке-голо)

          - Папуаського типу мови
            - Ядерні папуаського типу мови
              - Суавські мови: бугутська мова (бугуту), авгелавська мова (авгелава), ояойська мова (ояоя), унубазька мова (унубаге), салібська мова (саліба), суавська мова (суау, йоу), бванабванська мова (бванабвана, тубетубе), ваґавазька мова (ваґаваґа)
              - Ануцька мова (анукі)
              - Ґумаванська мова (ґумавана)
              - Бвайдоцькі мови: бвайдоцька мова (бвайдока), діодіоська мова (діодіо, західний ґуденуг), ямалельська мова (ямалеле), ідунська мова (ідуна), колувавська мова (колувава), маядомська мова (маядому)
              - Добу-дуавські мови: добуанська мова (добу), молімська мова (моліма), бунамська мова (бунама), боселевська мова (боселева), дуавська мова (дуау), ґалейська мова (ґалея), мватебська мова (мватебу), дуау-пватанська мова (дуау-пвата, сева-бей)
              - Какабайські мови: даванська мова (давава, давана), какабайська мова (какабай)
              - Ареанські мови: ареанська мова (аре), аріфама-міньяфійська мова (аріфама-міньяфія), доґанська мова (доґа), ґапапайванська мова (ґапапайва), гаявська мова (гаяві, боянакі), канінувська мова (канінува, ваталума), убірська мова (убір)
              - Таупотські мови: ґведанська мова (ґведа, ґарувагі), гайґвайська мова (гайґвай), майвальська мова (майвала), мінавезька мова (мінавега, кукуя), таупотська мова (таупота), тавальська мова (тавала), якайкецька мова (якайкеке)
              - Майсинська мова (майсин, майсан)

            - Кілівіла-місимські мови
              - Кілівільські мови: будібудська мова (будібуд), кілівільска мова (кілівіла), муювська мова (муюв)
              - Місіманська мова (місіма, місіма-панаеаті, місіман)

            - Німоа-південно-східні мови: німоанська мова (німоа), таґульська мова (судест, таґула)
            - Центральні папуаського типу мови
              - Оумські мови: маґорська мова (маґорі), йобанська мова (йоба), бінанська мова (біна), оумська мова (оума)
              - Синаґоро-кеапарські мови: кеапарська мова (кеапара), синауґорська мова (синауґоро)
              - Західно-центральні папуаського типу мови
                - Мотуанська мова (моту, пуре-моту)
                - Абадійська мова (абаді)
                - Ядерні західно-центральні папуаського типу мови: тоуранська мова (тоура), кунська мова (куні), мекеанська мова (мекео), лаланська мова (лала, нара), вайманська мова (вайма, роро)

        - Темотуанські мови
          - Рифсько-сантакруські мови
            - Аїванська мова (аїво)
            - Нендойські мови: нанґуйська мова (нанґу), сантакруська мова (натуґу)

          - Утупуа-ванікорські мови
            - Утупуанські мови: амбанська мова (амба), асумбоанська мова (асумбоа), танімбільська мова (танімбілі)
            - Ванікорські мови: теануйська мова (теану), ловонська мова (ловоно), танемська мова (танема)

        - Центрально-східні океанійські мови
          - Південносоломонські мови
            - Буготська мова (буготу)
            - Ґела-ґуадалканальські мови: ґеланська мова (ґела), ленганська мова (ленго), біравська мова (бірао), гарійська мова (гарі, західно-ґуадалканальська), маланганська (маланго), таліська мова (талісе)
            - Лонґуйська мова (лонґу)
            - Саанська мова (саа, апаеаа, південно-малаїтська)
            - Санкрістобальські мови: ароська мова (аросі), фаґанська мова (фаґані), баурська мова (бауро, тайрага), кагуанська мова (кагуа), ованська мова (ова)
            - Малаїтські мови: тоабайтанська мова (тоабайта), баелелеанська мова (баелелеа), баеґуанська мова (баеґу), фаталецька мова (фаталека), лауанська мова (лау), квараайська мова (квараае, фіу), лангаланганська мова (лангаланга, вала), ґулааланська мова (ґулаалаа), квайоанська мова (квайо, койо), доріанська мова (доріо, кварекварео), ареаранська мова (ареаре), ороганська мова (орога, орага, мара-ма-сікі)

          - Північно-вануатські мови
            - Східно-сантанські мови
              - Сакавська мова (сакао)
              - Південно-східні сантанські мови: бутмаська мова (бутмас), неталпанська мова (неталп, лоредьякаркар), полономбауцька мова (полономбаук), нгенська мова (нген, шарк-бей)

            - Внутрішні малекульські мови
              - Ніндейська мова (нінде, лабо)
              - Малонамбанські мови: латембойська мова (латембой), репанбітіпська мова (репанбітіп), діксон-рифська мова (діксон-риф)
              - Центрально-малекульські мови: ававська мова (авава, катбол), лінгарацька мова (лінгарак, невервер), вінмавіська мова (вінамавіс, невеей), ліцліцька мова (ліцліц, наман), лареватська мова (лареват), мараґуська мова (мараґус), насарьянська мова (насарьян), великонамбанська (венен-таут)
              - Нісвай-насванг-навуєнські мови: нісвайська мова (нісвай), насванзька мова (насванг), † навуєнська мова (навуєн)

          - Південно-східного Вануату і островів Банкс мови
            - Епійські мови: бьєрійська мова (бьєрія, вово), маейська мова (маї, мае), бакійська мова (бакі), бьєребанська мова (бьєребо, бонковія-євалі), ламенська мова (ламену), леванська мова (лево)
            - Центрально-вануатські мови: намакурська мова (намакура, макура, намакір), північноефатська мова (наканаманга, нгуна), південно-ефатська мова (фате, еракор), етонська мова (етон), лелепська мова (лелепа)
            - Східно-вануатські мови
              - Островів Торрес і Банкс мови: гівська мова (гіу), ло-тозька мова (ло-тоґа, тоґа), легальська мова (легалі), льойопська мова (льойоп, легалуруп), мвотлапська мова (мвотлап, мотлав), воловська мова (волов, валува), † ало-текельська мова (ало-текел), лемеризька мова (лемеріґ, пак, сасар), вараанська мова (вераа, ватрата), мвесенська мова (мвесен, мосіна, вурес), мотанська мова (мота), нумська мова (нуме, ґоґ, тарасаґ), дорізька мова (доріґ, ветамут), коранська мова (коро), олратська мова (олрат), лаконська мова (лакон), мверлапська мова (мверлап, мерлав)
              - Пенамські мови
                - Амбае-маеванські мови: сунгвадійська мова (сунгвадія, маріно, північно-маеванська), петерарська мова (петерара, центрально-маеванська), баеторська мова (баетора, південно-маеванська), східно-амбаеанська мова (омба, оба, аоба, валуріґі, лоловолі), західно-амбаеанська мова (дуйдуй, опа)
                - Пентекостські мови: раґанська мова (раґа, гано), апманська мова (апма, абма), скейська мва (ске, секе), совська мова (сова), саська мова (са, саа), північно-амбримська мова, фанбацька мова (фанбак)

              - Паама-амбримські мови: паамська мова (паама), дакацька мова (даакака), лонволвольська мова (лонволвол), порт-ватоська мова (порт-вато, даакіє), південно-східна амбримська мова (тавеак)

            - Прибережні малекульські мови: аксамбійська мова (аксамб, авок), аулуанська мова (аулуа), маскелинська мова (кулівіу), малуа-бейська мова, малфаксальська мова (малфаксал, наагай), маеанська мова (мае), мпотоворська мова (мпотоворо), унуанська мова (унуа, онуа), ререпська мова (ререп), ламапська мова (ламап, порт-сендвіч), нагавацька мова (нагавак), урипівська мова (урипів, урипів-вала-рано-атчин), ваоанська мова (вао), бурмбарська мова (бурмбар), несейська мова (несе), натійська мова (наті)
            - Західно-сантанські мови
              - Північно-західні сантанські мови: валпейська мова (валпей, валпей-нукуа), нокукуйська мова (нокуку), вунапська мова (вунапу), пьямацинська мова (пьямацина), толомацька мова (толомако), тасматська мова (тасмате)
              - Південно-західні сантанські мови: вусійська мова (вусі, вусі-керепуа), акейська мова (акей, тасирікі), малмаривська мова (малмарив, тьяле, мерей, ламетін), навутська мова (навут), вайлапанська мова (вайлапа, але), кіайська мова (кіай, форценал), рорійська мова (рорія), амблонзька мова (амблонг), моруаська мова (мороуас, моруас), тангоанська мова (тангоа, мовоно), арацька мова (аракі), мавеанська мова (мавеа, мафеа), тутбанська мова (тутуба), аорська мова (аоре), тамамбоська мова (тамамбо, мало), наранганська мова (наранго), тамботальська мова (тамботало, біліру)

            - Південно-вануатські мови
              - Анейтьюмська мова (анейтьюм)
              - Таннанські мови: північно-таннанська мова, ленакельська мова (ленакел, західно-таннанська), східно-таннанська мова (вайтсендс, веасісі), квамерська мова (квамера, південно-таннанська), південно-західна таннанська мова
              - Ероманзькі мови: уранська мова (ура), † утазька мова (утага, іфо), ероманзька мова (сіє), † сорунзька мова (сорунг)

            - Новокаледонські мови
              - Північні новокаледонські мови: чаацька мова (чаач), кумацька мова (кумак, нелемва-ніксумвак), юанзька мова (юанга, нуа), ньялайська мова (ньялаю), поапоанська мова (поапоа), поамейська мова (поамей), поайська мова (поай, фоай), дьяойська мова (дьяо, джао), немійська мова (немі), пінжейська мова (пінже, піже), гавеканська мова (гавеке, боату), моавецька мова (моавеке, гмовеке), вамоанзька мова (вамоанг, ваамванг), вамальська мова (вамале, памале), чемуйська мова (чемуї, чемукі), пайчийська мова (пайчи)
              - Аецька мова (аеке, гаеке)
              - Південні новокаледонські мови: ажианська мова (ажие, вайлу), аргоська мова (арго), арганська мова (арга), нецька мова (неку), оровська мова (орове, орое), тірійська мова (тірі, меа), зірська мова (зіре, сіше), харачувська мова (харачуу, канала), хараґурська мова (хараґуре), друбеанська мова (ндрумбеа, ндумбеа, дубеа, друбеа, паїта), нумейська мова (нумее, квеньї)

            - Луайотські мови: дрегуйська мова (дрегу, дегу, ліфу), яйська мова (яї), ненгонська мова (негоне)

          - Мікронезійські мови
            - Науруанська мова
            - Ядерні мікронезійські мови
              - Косраеанська (кусаєанська) мова
              - Кірибатійська (кірибаті, гілбертська) мова
              - Маршальська мова
              - Труцькі мови: сонсорольська мова, тобіанська мова, труцька мова (чууканська), волеайська мова, улітійська мова, пулуватська мова, намонуїтська мова, танапазька мова, каролінська мова, сатавальська мова, мортлоцька мова, паафанзька мова, † мапійська мова
              - Понапеанські мови: мокільська мова, пінгелапська мова, понапеанська мова (понпейська), нгатіцька мова (сапвуафіцька)

          - Західні центральнотихоокеанські мови
            - Ротуманська мова
            - Західнофіджийські мови: західнофіджийська мова, намосі-найтасірі-серуанська мова

          - Східні центральнотихоокеанські мови
            - Східнофіджийські мови: фіджийська мова, ґонедавська мова (ґоне-дау), лауанська мова (лау), ломаївітійська мова (ломаївіті)
            - Полінезійські мови
              - Тонганські мови: тонганська мова, ніуафооуанська мова, ніуеанська мова (ніуе)
              - Футунські мови: увеанська мова (волліська), футунанська мова, пукапуканська мова, реннелезька мова (реннел-беллона), тікопійська мова, західноувеанська мова (фаґаувеа), західнофутунанська мова (футуна-аніва), меле-філанська мова (меле-філа), емайська мова (емае), анутанська мова (анута)
              - Самоанські мови: самоанська мова, токелауанська мова
              - Тувалуанські мови: тувалуанська мова (тувалу), нукуорська мова, капінґамаранзька мова, нукурійська мова (нукурія), такууанська мова (такуу), нукуманська мова, онтонгджаванська мова, сікаянська мова, ваеакау-таумацька мова (ваеакау-таумако, пілені)
              - Таїтянські мови: таїтянська мова, тубуайська мова, рапанська мова, туамотуанська мова, кукська маорійська мова (раротонганська), ракаганзько-манігіцька мова, пенринська мова, маорійська мова, † моріорійська мова
              - Маркізькі мови: маркізька мова, мангареванська мова, гавайська мова
              - Рапануйська мова

### «Палеоазійські мови»
Умовна група, що об'єднує чукотсько-камчатські, ескімосько-алеутські, єнісейські та юкагіро-чуванські мови, територія поширення яких охоплює північно-східний Сибір та Далекий Схід Росії.

#### Єнісейські мови[8]
- Північноєнісейські мови
  - Кетсько-юзькі мови
    - Кетська мова
    - † Юзька (югська) мова
- Південноєнісейські мови
  - Ассано-котські мови
    - † Котська мова
    - † Ассанська мова

  - Арино-пумпокольські мови
    - † Аринська мова
    - † Пумпокольська мова

#### Юкагірські мови[9]
- Північноюкагірська мова (тундрова)

- † Омоцька мова
- † Чуванська мова
- Південноюкагірська мова (колимська)

#### Чукотсько-камчатські мови[10]
- Чукотські (чукотсько-коряцькі, північні) мови
  - Чукотська мова
  - Коряцька мова
  - Алюторська мова
  - † Керецька мова
- Камчатські (ітельменські, південні) мови
  - Ітельменська (західно-ітельменська) мова
  - Східно-ітельменська мова
  - Південно-ітельменська мова

#### Нівхська мова
- Нівхська мова

#### Айнська мова
- Айнська мова (ізольована)

### Бурушаскі
- Буришійська мова (бурушаскі) — ізольована мова

### «Реліктові мови Євразії»
Умовна група.
- Баскська мова
- † Тіренські мови
  - † Етруська мова
- † Етеокрітська мова
- † Шумерська мова
- † Хаттська мова
- † Хуррито-урартські мови
  - † Хурритська мова
  - † Урартська мова
- † Еламська мова (Еламський клинопис)
- † Каситська мова

### Афразійські мови[11]

#### Берберські мови
- Північноберберські мови
  - Атлаські мови
    - Тамазігська мова
    - Шильська мова
    - Єврейсько-берберська мова
    - † Гарбійська мова
    - Марокканська берберська мова
    - Сенхаджанська мова
    - Гомарська мова

  - Зенетські мови
    - Гомарська мова
    - Ріфська мова
    - Ізнасинська мова
    - Сегрушенська мова
    - Шенуанська мова
    - Шауйянська мова
    - Південнооранська мова
    - Гурарська мова
    - Тідікельтська мова
    - Туатська мова
    - Мзабська мова
    - Уаргланська мова
    - Тугурцька мова
    - Джербанська мова
    - Матматанська (тамезретська) мова
    - Сенедська мова
    - Зуарська мова

  - Кабільська мова
- Східноберберські мови
  - Гадамеська мова
  - Ауджильська мова
  - Нефуська мова
  - Сокнанська мова
  - † Фоджаханська мова
  - † Тмесанська мова
  - † Зурзька мова
  - † Джагбубська мова
  - Сиванська мова
- Південноберберські (туарезькі) мови
  - Північнотуарезька мова
  - Південно-західна туарезька мова
  - Аїрська мова
  - Юлеміденська мова
- Західноберберські мови
  - Зеназька мова
  - Тетсеретська мова
- † Східнонумідійська мова
- † Давньоканарські мови

#### Чадські мови
199 мов.

#### Кушитські мови
46 мов.

#### Єгипетські мови
2 мови.
- † Давньоєгипетська мова
- Коптська мова

#### Семітські мови
98 мов.
Східносемітські мови
- † Аккадська мова
- † Еблаїтська мова

Західносемітські мови
- Центральносемітські мови
  - Північнозахідносемітські мови
    - † Угаритська мова
    - † Аморитська мова
    - Ханаанські мови
      - † Фінікійська мова
      - † Пунічна мова
      - † Моавітська мова
      - † Давньоєврейська мова
        - Іврит
        - Самаритянська мова

    - Арамейські мови (21 мова)
      - † Арамейська мова († Імперська арамейська мова)
      - Західні арамейські мови
        - † Юдео-палестинська арамейська мова (Галілейська арамейська мова)
        - † Самаритянська арамейська мова
        - Західна новоарамейська мова (зокрема Маалюльська мова чи діалект у м. Маалюля)

      - Східні арамейські мови
      - † Сирійська мова (Класична сирійська мова)
        - Мандейська мова († класична мандейська мова та новомандейська мова)

      - Центрально-східні арамейські мови
        - Ассирійська мова
        - Халдейська новоарамейська мова
        - † Юдео-вавилонська арамейська мова
        - Барзані та Лішана-дені
        - Лішал-дідан, хулаула, сеная, кой санжак сурат, лішанід ношан
        - Ботанська новоарамейська мова та гертевінська мова
        - Туройо та † млахсо

      - Самаритянська арамейська

  - Сайхадські мови (Південносемітські мови)
    - † Мінейська мова
    - † Сабейська мова
    - † Катаванська мова

  - Аравійські мови (41 мова, див. також Арабська мова)
    - † Північноаравійська мова (або група близьких мов)
    - † Докласична арабська мова
    - † Класична арабська мова
    - Сучасна стандартна арабська мова
    - Мальтійська мова
    - Інші численні різновиди арабської мови (36 мов)
- Ефіосемітські мови
  - † Геєз
  - Тигре-тигринья мови
    - Тигре
    - Тигринья
    - Дахалік (Дахлік)

  - Південноефіопські мови (12 мов)
    - Зовнішні південноефіопські мови
      - Ґафатська мова
      - Кістанська мова
      - Інорська мова
      - Месмеська мова
      - Месканська мова
      - Гураге (Ґураґе)

    - Поперечні південноефіопські мови
      - Амхарська мова
      - Аґроббська мова (Аґробба)
      - Харарська мова (Харарі)
      - Сілтська мова
      - Воланська мова
      - Зайська мова
- Сучасні південноаравійські мови
  -     - Мехрі
    - Шехрі
    - Сокотрійська мова
    - Батхарі
    - Хотсусі
    - Хобьотська мова

## Мови Північної Америки

### Ескімосько-алеутські мови[12]
- Алеутські мови
  - Алеутська мова
- Ескімоські мови
  - Юпіцькі мови
    - Сибірсько-юпіцькі (юїцькі) мови
      - Науканська мова
      - Чаплинська мова

    - Аляскинсько-юпіцькі мови
      - Центральноаляскинська юпіцька мова
      - Алутицька мова

    - † Сиреніцька мова

  - Інуїцькі мови
    - Аляскинсько-інуїцька мова (інупіак)
    - Інуїннактунська мова
    - Інуктитутська мова
    - Інувіалуктунська мова
    - Ґренландська мова

### «Індіанські мови»
Умовна група. Найпоширеніші індіанські мови кечуа, аймара, гуарані використовуються в Південній Америці.

## Мови Південної Америки

### «Індіанські мови»
Умовна група. Найпоширенішими індіанськими мовами є: кечуа, аймара, гуарані.

#### Чибчанські мови
Аравацькі мови

## Штучні мови
- Бейсик інгліш
- Волапюк
- Ідо
- Інтерлінгва
- Латино-сіне-флексіоне
- Логлан
- Ложбан
- Новіаль
- Окциденталь
- Словіо
- Есперанто

### Сайти
- http://www.ethnologue.org Повна класифікація мов світу (англ).
- http:///www.mova.info/langs.aspx Класифікація мов світу.
- http://www.linguasphere.info Реєстр мов світу і мовних колективів Девіда Долбі (фр., англ.)